# 삽화

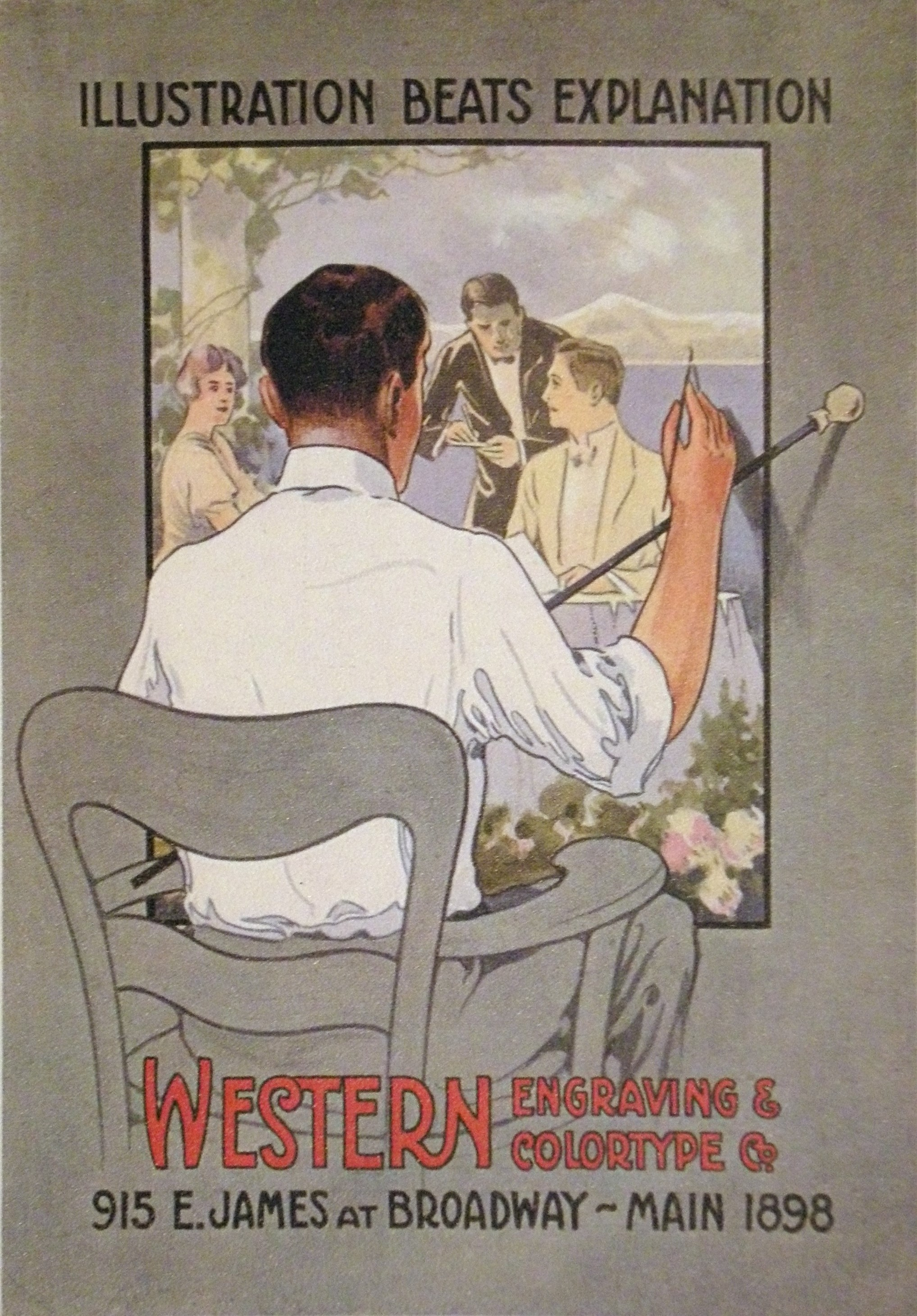

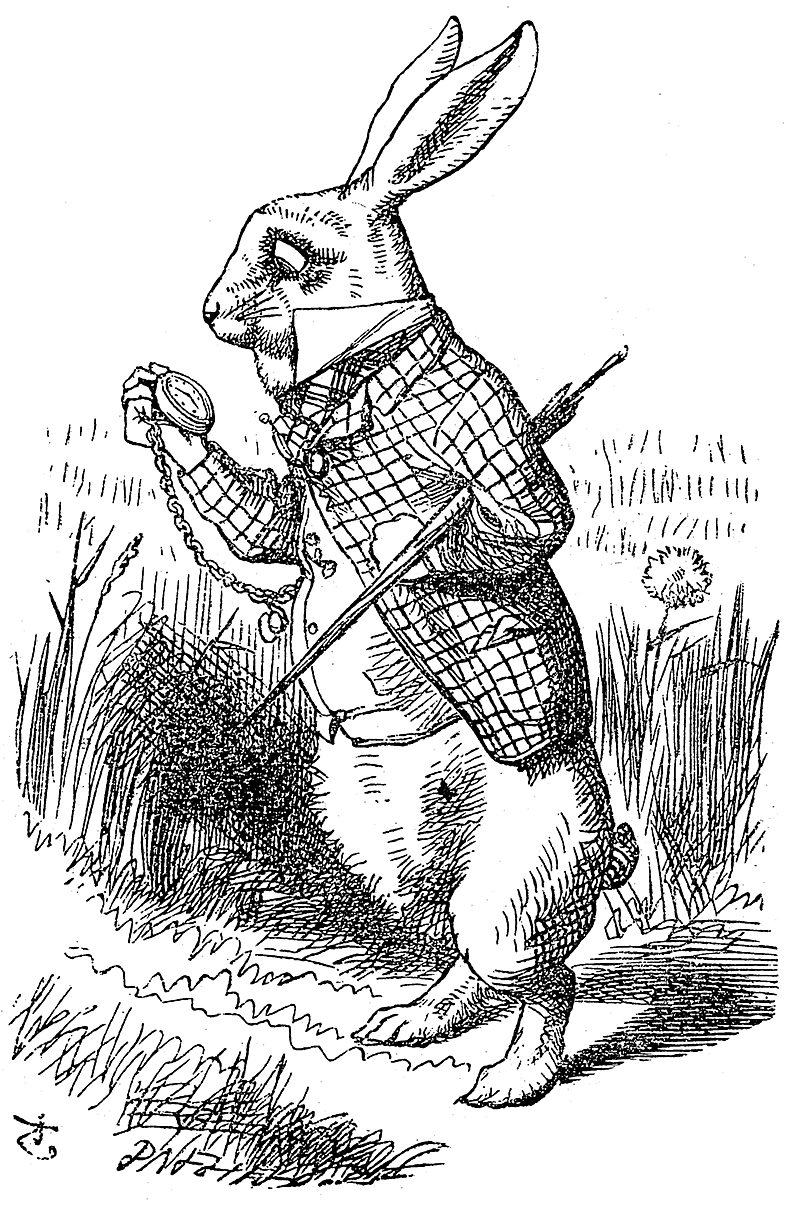

삽화(揷畵, illustration)는 도해(圖解)라고도 하며, 특히 서적(사본, 인쇄본 등), 잡지, 신문, 광고 등에서 문장 내용을 보충하거나 강조하기 위한 목적으로 첨부하는 그림을 말한다. 또는 직접 이 목적 때문에 만든 그림은 아니더라도 문장에 관련을 가지고 인용된다면 삽화의 역할을 한다. 문장에 첨부되면서 직접 그 내용에 관계가 없는 경우는 삽화라기보다 오히려 장식화에 해당된다.
그러나 현대에는 삽화가(일러스트레이터) 라는 직업이 본격적인 화가와 그래픽 디자이너 사이에 개입되어 있어, 그들이 그리는 '삽화풍의 그림'은 문장에 수반되거나 또는 수반되지 않더라도 일러스트레이션이라 부르고 있다.

## 역사

### 최초 역사
최초의 삽화는 선사시대 동굴에서 찾아볼 수 있다. 인쇄술이 발달하기전에, 한국, 중국과 일본에서는 8세기 이래로 활자를 나무판에 쓴 전통적인 방식에 손으로 그려넣은 삽화를 활용하였다.

### 15세기부터 18세기
15세기동안, 출판 삽화는 목판 인쇄로 발달하게 되었다. 16세기부터 17세기에는, 목판과 동판에칭(식각)법이 삽화 생산에 주요 공정법으로 쓰였다. 18세기 후반에는 석판화(리토그래피: 석판 인쇄)가 발달하여 좀 더 일러스트레이션 출판이 가능하게 되었다. 이 당시의 가장 뛰어난 일러스트레이터인 윌리엄 브레이크는 릴리프 에칭이라는 신기술로 고안해내어 그의 삽화를 표현하였다.

### 19세기 초기와 중기
이 시기의 뛰어난 작가로는, 존 리쉬, 조지 크뤽샌크, 찰스 디킨스의 삽화인 해블롯 나이트 브로운과 프랑스의 오노레 도미에를 들수있다. 이들은, 풍자와 매거진에 의뢰를 받았는데, 이 양쪽 일 모두 사회적 계층과 형태에 관하여 특징지어 요약해 그리는 캐릭터 드로잉을 요구받았다.
크루익쉐크의 초창기 성공작인 ‘코믹 알마냑’ (1827-1840) 에 힘입어 1841년 개간된 영국 유머 작지 ‘펀치 매거진’은 완성도 높은 코믹 일러스트레이터인 존 테니엘 경, 댈지엘 형제,과 조지 드 무리에와 같은 작가들을 고용하여 수준높은 코믹 일러스트를 20세기까지 연재하였다.
점차적인 인기를 얻기 시작한 일러스트레이션의 캐리커처는 매우 정교하게 관찰하여 표현하는 것으로 대중에게 신뢰받기 시작하였다. 이 예술가들은 전통적인 회화기법을 공부하였으나, 일러스트레이터로서 최초 명성을 얻게되었다. 펀치와 그와 비슷한 파리지엔 르 부르 라는 잡지는 글 내용과 함께 좋은 삽화가 많은 판매 부수를 올린다는 사실을 알게 되었다.

### 일러스트레이션의 황금기
미국의 ‘일러스트레이션 황금기’는 1880년대 후반에서 세계 1차대전 후반까지의 짧은 기간이다. (비록 ‘황금기’의 활동은 몇 년이었지만 삽화가들은 그 이후로도 몇십 년간 활발한 활동을 하였다). 그 몇십년 전 유럽에서는, 신문, 대형 마켓 매거진과 삽화 책이 공공 보시부분에서 막대한 영향력을 구사하였다. 인쇄술이 발달함으로 삽화가들은 색감과 새로운 표현 기법을 무한대로 실험할 수 있게 되었다. 이 당시의 소수의 삽화가 그룹은 부자가 되고 유명해졌다. 이들이 미국 황금기의 꿈을 창조해 내게 되었다.
19세기 초반부터 후반까지 유럽의 다수의 삽화가들은 귀스타브 도레와 연결되어 있다. 그의 1860년대 런던의 빈곤에 대한 침울한 삽화는 예술의 사회논평에 큰 영향을 준 예이다. 에드몬드 듀랙, 어서 랙햄, 월터 크래인과 키 닐슨은 이 스타일을 놀랍게, 네오-미디어빌리즘 사상을 전달 재해석하여, 신화적이고 동화적인 소재를 이끌어 냈다. 영국 삽화가 비트릭스 포터의 정밀한 자연관찰의 동물세계를 그린 어린이 삽화와는 대조된다.
풍요로움과 조화의 일인 ‘황금기’ 일러스트레이터는 1890년대 목판화와 실루엣에서 영향받은 블랙 앤 화이트 스타일의 오브리 비어슬리 작업과 대조되는데, 그는 아르누보와 레즈나비를 예견했다. 이 시대의 미국 일러스트레이션은 브래디와인 밸리 전통과 하워드 패일과 N.C. 웨이스, 맥스필드 패리쉬, 제스 윌콕 스미스, 프랭크 스크노버가 포함된 그의 학생들의 스타일에 고정되어 있었다.
라틴 아메리카의 예술 운동은 산티아고 마르티네즈 델가도가 일으키는데, 그는 시카고의 미대학생일 때인 1930년대에 에스콰이어 매거진 일 시작, 후에 콜롬비아 출신의 비다 매거진 일을 하였고, 마르티네즈는 프랭크 로이드 라이크의 문하생으로 아르데코 스타일을 배웠다. 또한 영국 프리랜서 삽화가 아서 래그의 표현주의적 작업과 1930년대 선전 예술이 영향을 미쳤다. 그의 스타일은 모노톤의 선으로 정치 포스터에 블록 프린트인쇄 기법을 사용했으나 많은 작업이 사진화되는 느낌을 받자 후에 래그는 모든 작업을 펜과 잉크로 제작하였다.

## 일러스트레이션 예술
오늘날, 책, 잡지, 포스터등의 안에서 예술작품으로 사용되는 삽화에 감탄하고 수집이 증가하는 추세다.  다양한 박물관 전시, 잡지와 갤러리는 삽화가의 지나온 발자취에 장소를 제공한다.
시각 예술 세계에서, 삽화가는 종종 순수회화 작가나 그래픽 디자이너에 비교되어 덜 중요하게 취급받기도 한다. 그러나 컴퓨터 게임과 만화 시장의 증가의 결과로 삽화는 하나의 커다란 시장 혹은 두 개 이상의 시장에서 예술 작품이 이익을 창출하고 인기를 얻을 수 있는 가치가 있다는 것을 보여준다. 특히, 한국, 일본, 홍콩과 미국에서 그렇다.

## 같이 보기
- 삽화가
- 기술적 삽화
- 포스터
- 다이어그램
- 그래픽 디자인
- 정보 디자인
- 지식 시각화
- 타이포그래피